# 馬利奧維察山
42°10′25.09″N 23°21′47.1″E / 42.1736361°N 23.363083°E

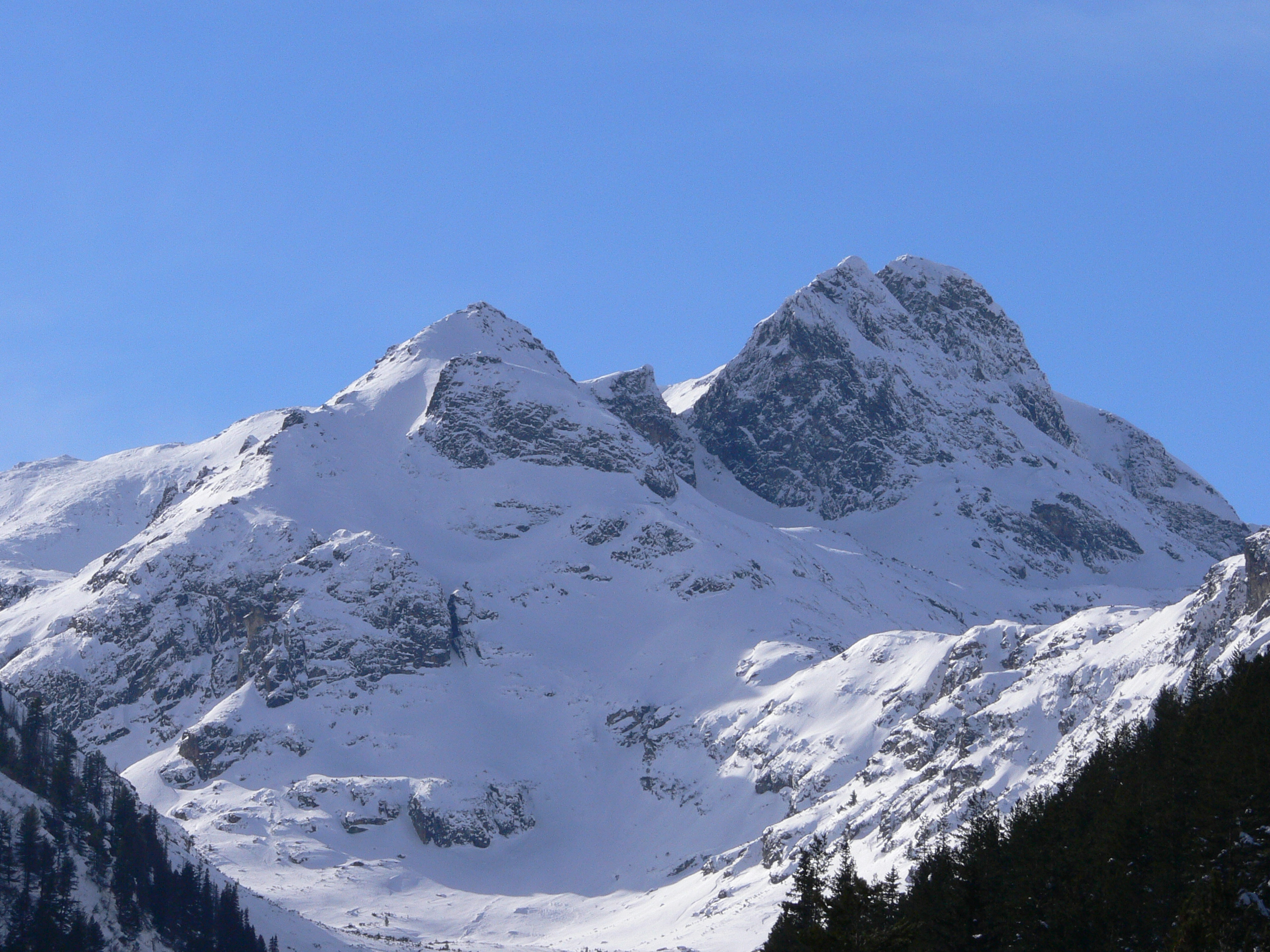

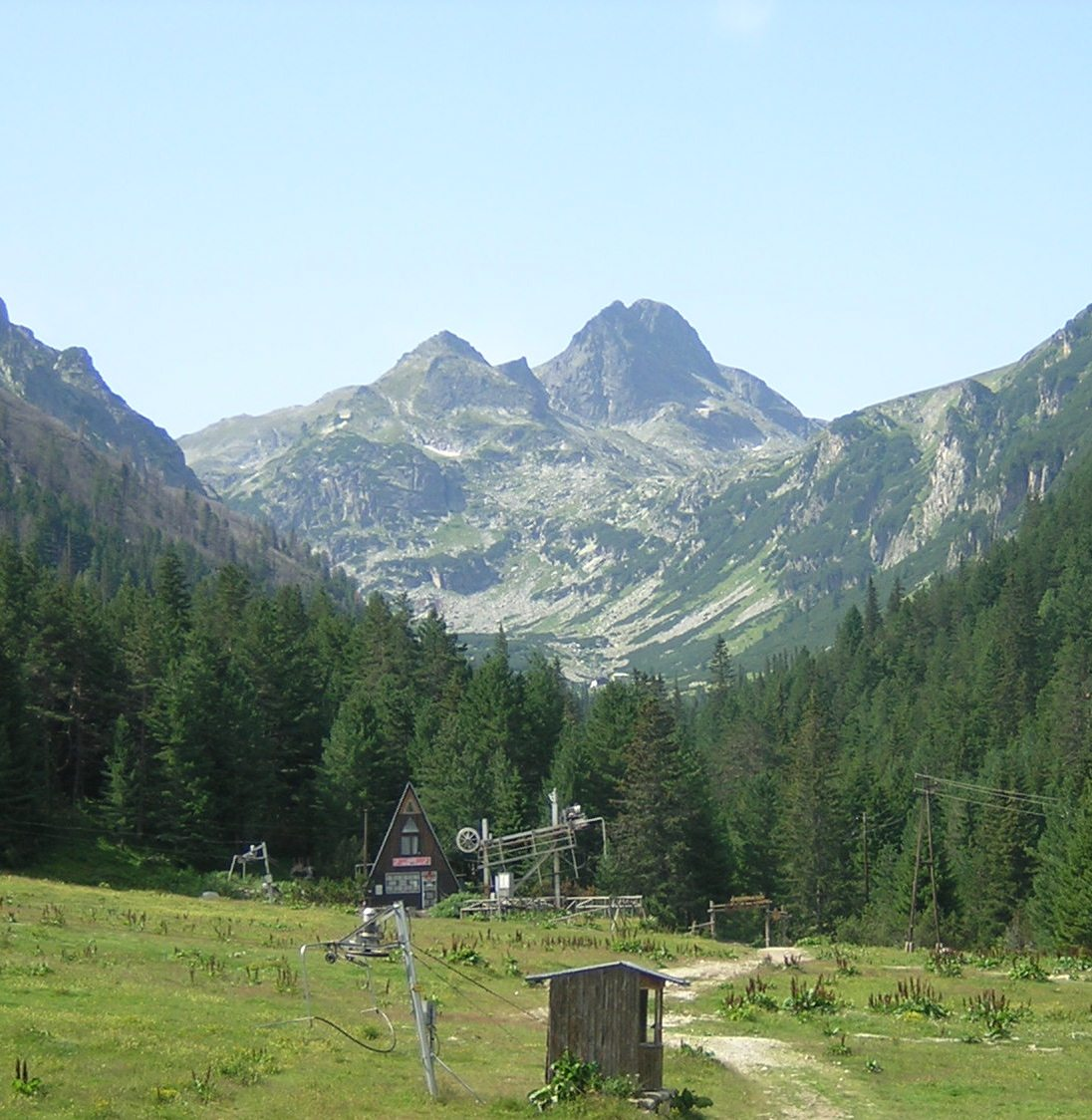

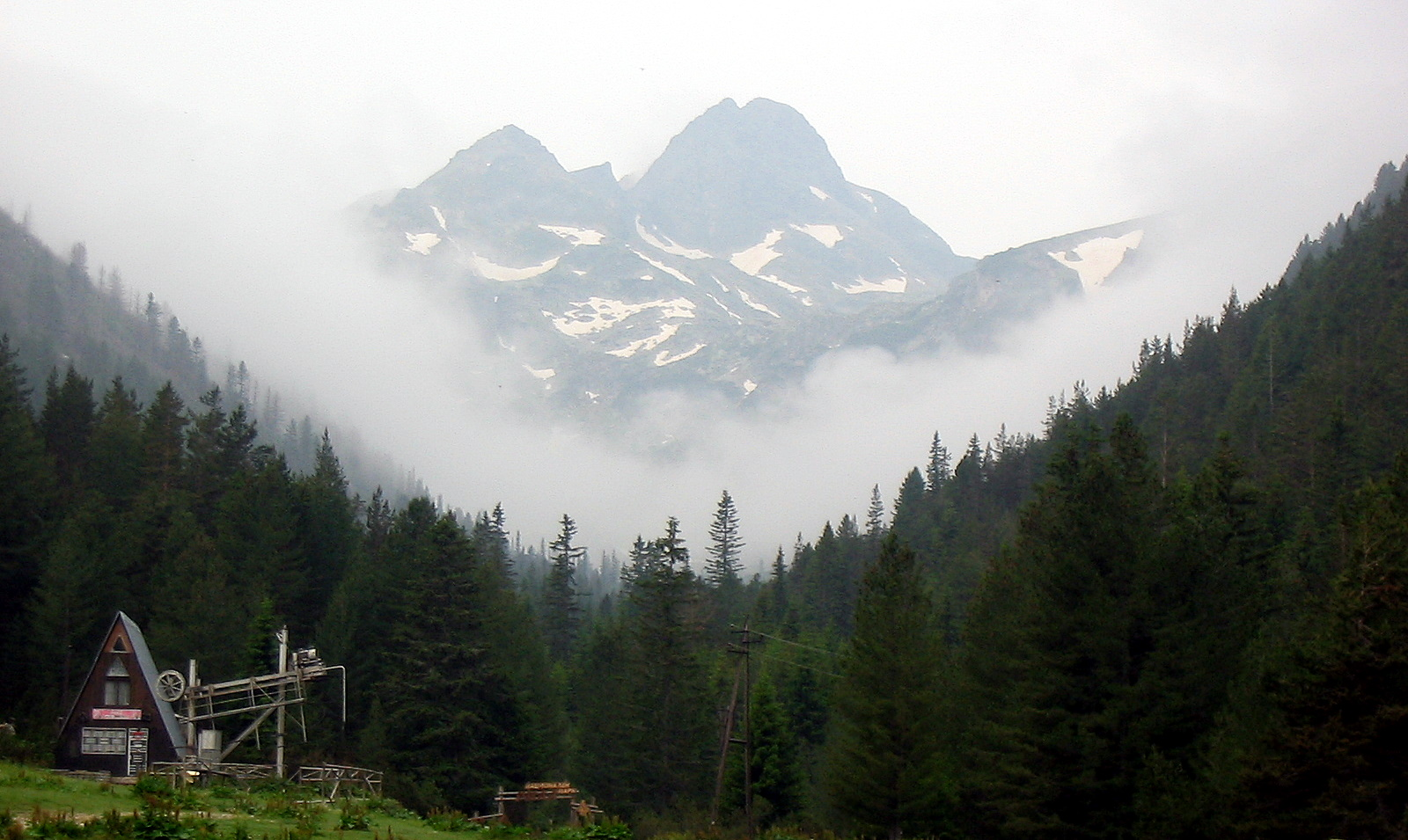

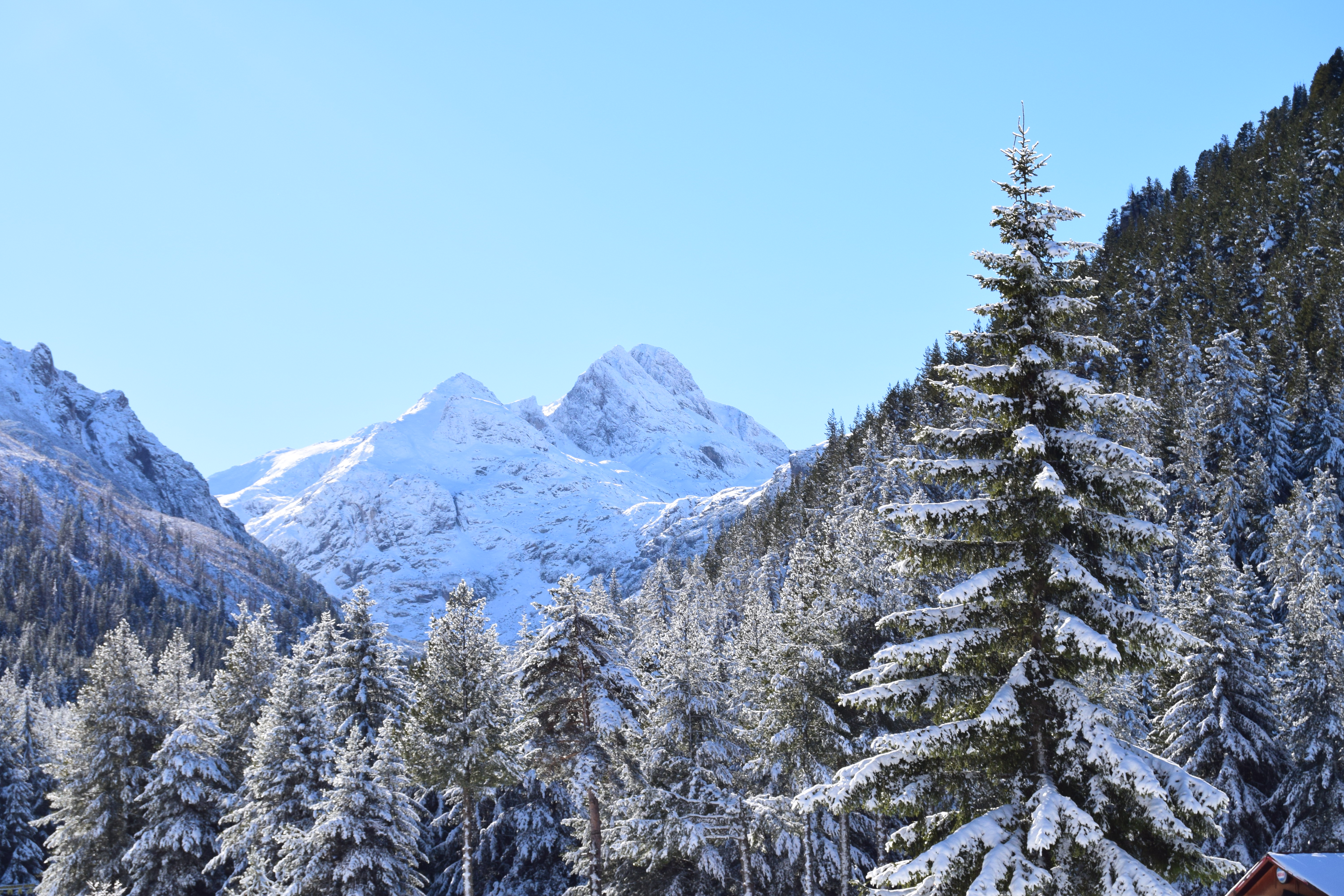

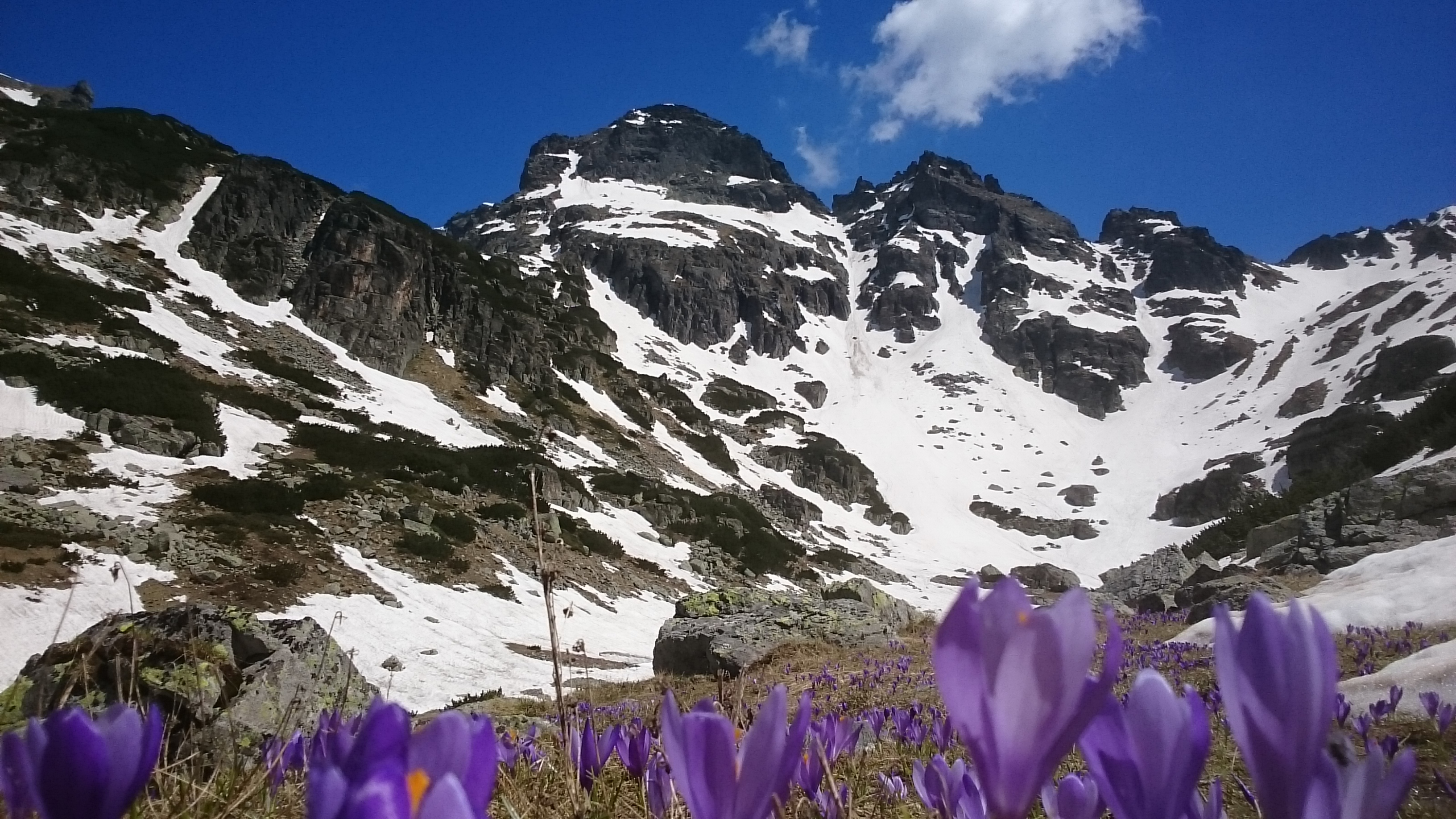

馬利奧維察山是保加利亞的山峰，位於該國西南部，處於丘斯滕迪爾州，屬於里拉山脈的一部分，海拔高度2,729米，每年平均降雨量1,305毫米。